# Батагов, Антон Александрович
Анто́н Алекса́ндрович Батаго́в (род. 10 октября 1965, Москва) — российский композитор и пианист. Работает в стиле минимализма и постминимализма. В музыке композитора сочетаются классика, рок, этнические и религиозные мотивы, в 2020 году дискография Батагова насчитывала порядка 50 альбомов. Произведения композитора исполняют Уральский филармонический оркестр, Государственный оркестр им. Е. Ф. Светланова, оркестр musicAeterna.
В 1980-х годах он заявил о себе как пропагандист русской музыки за рубежом и зарубежной — на родине. Он первым в России исполнил Джона Кейджа, Мортона Фельдмана, Филипа Гласса, Стива Райха.
С 2009 года Антон Батагов начал выступать в крупнейших залах России, Европы и Америки, сотрудничать с классическими и рок-музыкантами.

## Биография
Родился 10 октября 1965 года в Москве. Отец — Александр Исаакович Гершзон (псевдоним — Александр Санин, 1924—1993), драматург и сценарист. Мать — Александра Павловна Батагова (1930—2015), педагог Московской городской детской музыкальной школы имени Гнесиных и Академии им. Гнесиных, редактор и составитель сборников фортепианных пьес для юных исполнителей.
В 1988 году закончил Московскую консерваторию по классу фортепиано, учился у профессора Татьяны Николаевой. В 1986 году получил специальный приз на Международном конкурсе Чайковского. С выпуска live записи, сделанной на конкурсе, началось сотрудничество музыканта с фирмой «Мелодия».
С 1989 по 1996 год был художественным директором фестиваля «Альтернатива». В 1990 году выпустил на фирме «Мелодия» дебютный диск — «Двадцать взглядов на младенца Иисуса» Мессиана. Тогда же диск с «Искусством фуги» И. С. Баха получил высокие оценку именитых критиков, Ричард Костеланец об этой работе Батагова сказал : «Это самая потрясающая интерпретация Баха со времен Гульда».
В начале 1990-х годов Батагов писал заставки для телеканала НТВ, работал с текстами русских футуристов и обэриутов, несколько лет работал с телеканалом «Культура».
В 1993 году вышел первый сольный альбом композитора по мотивам произведений Даниила Хармса «Я долго смотрел на зеленые деревья».
Одним их известных произведений композитора был саундтрек к фильму Ивана Дыховичного «Музыка для декабря», вышедшему в 1995 году.
В 1997 году Батагов прервал концертную деятельность и погрузился в изучение буддизма. Вернувшись к концертной деятельности через 12 лет, композитор перенёс искусство медитации и религиозно-философский взгляд на мир в свое творчество.
Первый концерт после возвращения прошёл осенью 2009 года в The Good Shepherd Center (Сиэтл), тогда Батагов исполнил произведения собственного сочинения.
В феврале 2010 года музыкант и композитор выступил в Новосибирске в рамках Первого Международного Фестиваля MusicAeterna.
В 2012 году на Дягилевском фестивале в Перми Батагов играл Баха. А в мае 2013 года на том же фестивале он выступил с двумя программами: «Битва на пляже» (в рамках которой прозвучали сочинения разных веков — с XVI по XX) и «Избранные письма Сергея Рахманинова» (мировая премьера фортепианного цикла собственного сочинения как разговор разных композиторов). Впоследствии на протяжении 8 лет Батагов выступал на Дягилевском фестивале и заслужил звание резидента Дягилев-феста.
В 2013 году он написал совместный альбом «Tayatha» («вот так» в переводе с санскрита) совместно с тибетской певицей Юнчен Лхамо (Yungchen Lhamo) в стиле постминимализма. New York Public Radio включило этот альбом в десятку лучших современных классических релизов года.
В октябре 2014 года Московский международный Дом музыки представил два новых абонемента: «Рояль. Restart» и «Нормальная музыка. Премьеры и не только», в рамках которых свои сольные концерты дал композитор и пианист Антон Батагов. В ноябре 2014 года музыкант выступил на фестивале актуальной музыки «Другое пространство» в Концертном зале Чайковского, представив вокальный цикл для баритона и оркестра «I fear no more» со стихотворными проповедями поэта-метафизика Джона Донна в основе, звучащие в стиле арт-рока с вклинивающимися фрагментами келтик-фьюжн. Вокальную партию исполнил баритон Александр Коренков совместно с Российским государственным симфоническим оркестром под управлением Владимира Юровского. Запись этого концерта была номинирована на Международную премию классической музыки.
4 октября 2015 году в рамках «Ночи музыки» в Камерном зале Дома музыки в Москве прошел концерт фортепианного дуэта Антона Батагова и Полины Осетинской.
В феврале 2016 года в Московском Доме музыки состоялся сольный концерт пианиста «Солнечная ночь», в которой прозвучали произведения Клода Дебюсси, Эдварда Грига, Фредерика Шопена и Владимира Ребикова. Финалом концерта стала знаменитая песня Breathe из альбома Pink Floyd The Dark Side of the Moon (музыка Роджера Уотерса в фортепианной версии Антона Батагова). Позднее, в 2020 году, «Фирма Мелодия» опубликовала цифровое издание этого концерта.
В 2016 году в Светлановском зале Дома музыки в Москве композитор представил рок-кантату «Тот, кто ушел туда». В кантате переплетены приемы рок-стиля и буддийские тексты поэтического, наставительного, молитвенного содержания. В исполнении произведения были задействованы барабанщик Владимир Жарко, басист Сергей Калачев, вокалист и мультиинструменталист Александр Маноцков, скрипачи Илья Мовчан и Ася Соршнева, виолончелист Евгений Румянцев, альтист Сергей Полтавский, а также вокальный ансамбль N’Caged, исполнивший бэк-вокал.
В 2018 году Антон Батагов и Теодор Курентзис со своим оркестром Пермского оперного театра musicAeterna в Концертном зале «Зарядье» представили программу «Медленная музыка. Рояль и оркестр» («Slow»). На концерте полтора часа звучала только медленная музыка: отдельные части из девяти классических концертов — Баха, Моцарта, Гайдна, Равеля, Грига и Рахманинова. А в конце музыканты встали и ушли, растворившись в темноте, даже не выйдя на поклон. Как писали критики, концерт был похож на магический сеанс, коллективную медитацию. Эту программу ранее музыканты представили также на Дягелевском фестивале в Перми.
В 2018 году фирма «Мелодия» выпустила новый альбом Батагова «Вечерний гимн», в котором звучала английская барочная музыка Генри Пёрселла, Джона Булла, Уильяма Бёрда, Джона Дауленда и анонимных авторов XVI—XVII веков Концертная премьера альбома прошла в зале «Филармония-2» на Юго-Западе.
В 2019 году альбом Батагова из вокального цикла «16+», написанного на основе любовных стихотворений поэтесс из разных стран мира, живших в разные века, вошёл в ТОП-10 самых востребованных записей на физических носителях — дисках и виниловых пластинках фирмы «Мелодия».
В 2020 году «Мелодия» представила два новых цифровых альбома Батагова. Первый — «Я вижу твой сон. Ты видишь мой сон». Запись альбома прошла 5 декабря 2019 года в Концертном зале Московской средней специальной музыкальной школы имени Гнесиных, в записи участвовал оркестр «Гнесинские виртуозы». Второй альбом года — «24 прелюдий для фортепиано» Клода Дебюсси в исполнении Батагова — вышел 8 декабря. Это запись концерта Антона Батагова в Екатеринбурге в 2015 году, на котором прозвучала Первая тетрадь «24 прелюдий для фортепиано».
В мае 2021 года в Большом зале консерватории им П. И. Чайковского состоялась премьера альбома Батагова «Schubert». Месяцем ранее «Фирма Мелодия» выпустила этот альбом в цифровом формате.
В октябре 2021 года был выпущен очередной цифровой альбом Антона Батагова «Раз два три. Музыка в трехдольных размерах». В его основе — запись концерта, который состоялся в Московском международном Доме музыки 25 декабря 2015 года. На нем музыкант исполнил сочинения Скарлатти, Бетховена, Чайковского, Рахманинова, Равеля и Сати, которые объединил музыкой Баха.
В декабре 2021 года композитор и пианист представил песенный цикл — прог-сюиту «Оптический обман» на стихи Александра Пушкина и Даниила Хармса. Вокальную партию исполнил баритон Александр Коренков, Ася Соршнева играет на гибриде скрипки и альта, Сергей «Гребстель» Калачев играет на бас-гитаре и электронике, Владимир Жарко на ударных.
В 2021 году творчество Антона Батагова было рассмотрено и обобщено в диссертации Веры Рябовой на соискание учёной степени кандидата искусствоведения в Российской академии музыки имени Гнесиных.
В 2021 году им была написана фортепианная сюита «Покой и радость на картинах русских художников» (по заказу Петербургского выставочного зала «Манеж». Музыка в записи звучала на выставке «Покой и радость» (150 картин XVIII—XX века из 40 музеев России) с середины ноября 2021 года до конца января 2022 года. А летом 2023 года ее можно было услышать на «живом» концерте в пермской филармонии «Триумф» в исполнении автора.
В 2022 году Антон Батагов уехал из России.
В сентябре 2022 года он принял участие в ежегодном осеннем фестивале в Каатсбаане (Kaatsbaan Annual Fall Festival), посвященном 85-летию Филипа Гласса. На фестивале были представлены музыкальные, хореографические, кинематографические и художественные импровизации на тему творчества Гласса в исполнении артистов из разных стран мира.
С 2020 по 2023 год композитор работал над сольным альбомом «Хорошо медитированный клавир». Запись альбома сделана в Российском национальном музее музыки в Москве на рояле Steinway 1909 года, который принадлежал выдающемуся пианисту Николаю Петрову. Альбом вышел в декабре 2023 года, тогда же прошли премьерные концерты в нескольких городах России.
В апреле 2024 года фирма «Мелодия» выпустила сингл с записью сольной фортепианной версии «Музыки для декабря» Батагова. Издание приурочено к 60-летию «Мелодии», с которой музыкант сотрудничает с 1989 года.
В июне 2024 года рекорд-лейбл FANCYMUSIC выпустил альбом «Tat Tvam Asi». В записи участвует вокальный ансамбль N’Caged и OpensoundOrchestra
В декабре 2024 года — новый сольный альбом на фирме записи «Мелодия»: «Океан Сансара». Впервые в обширной дискографии музыканта фортепианные композиции Батагова соседствуют в одном альбоме с произведениями Баха, Шуберта, Чайковского и Рахманинова в новаторской трактовке Батагова-пианиста.
В том же году продолжилось сотрудничество музыканта с хореографом Люсиндой Чайлдз. Спектакли прошли в Гамбурге и Берлине.
25 апреля 2025 года фирма «Мелодия» выпустила альбом «Бобэоби», посвященный памяти Дмитрия Покровского — исследователя и исполнителя русской народной музыки, с которым Батагова связывала уникальная дружба. 50-минутное произведение было написано в 1994 году для Ансамбля Дмитрия Покровского на текст Велимира Хлебникова. Смерть Покровского в 1996 году прервала работу над записью. Партитура пролежала до середины 2020-х, когда Батагов решил записать это сочинение с музыкантами, с которыми он сотрудничает в последние годы: вокальный ансамбль N’Caged, Ася Соршнева (скрипка и альт), Ольга Дёмина (виолончель), Константин Ефимов (флейты), Дмитрий Шумилов (бас-гитара).
6 июня 2025 года на французском рекорд-лейбле Evidence Classics вышел концертный альбом «Семь сочинений Иоганна Пахельбеля» (концерт в Принстоне). В оригинале они написаны для других инструментов.

## Музыкальные произведения

### Дискография

#### Сочинения Антона Батагова
- Я долго смотрел на зелёные деревья (1994)
- Музыка для декабря (1998)
- Best Before 02.2000 (2000)
- Молитвы и танцы (2001)
- Музыка для 35 Будд (2001)
- Колесо Учения (2002)
- Music for Piano (2003)
- Save Changes Before Closing? (2003)
- Symphony.ru (2003)
- С начала и до конца (2004)
- Тетрактис (2004)
- Music for Films (2005)
- Страстное желание быть ангелом (2006)
- Вдох Выдох (музыка к фильму) (2007)
- Тридцать семь наставлений монаха Тогме (2007)
- Контракт сочиняльщика (музыка для телеканалов НТВ и НТВ+) (2007)
- ab & xmz. The Piano And Other Sounds (совместный проект с Ильей Хмызом) (2008)
- Лама Сонам Дордже & Антон Батагов. Ежедневная практика (2008)
- Бодхичарья-Аватара (2009)
- ab & xmz II (2009)
- Tayatha (Yungchen Lhamo & Anton Batagov)(2013)
- Избранные письма Сергея Рахманинова (2013)
- Post Production (2014)
- I Fear No More. Избранные песни и медитации Джона Донна (2015)
- The One Thus Gone (2017)
- Где нас нет. Письма игумении Серафимы (2017)
- 16+ (женщины-поэты разных времен) (Надежда Кучер/Антон Батагов) (2019)
- Волнение (музыка к спектаклю Ивана Вырыпаева) (2019)
- Made in 1993: The Art of Sampling (2020)
- Lamrim. A Prayer to the Gurus (EP, 2020)
- Я вижу твой сон. Ты видишь мой сон (EP, 2020)
- Invisible Lands (2020)
- Early Piano Works Revisited (2021)
- Оптический обман (Александр Пушкин / Даниил Хармс) (2021)
- Покой и радость на картинах русских художников (2021)
- Bodhicharyavatara (Feat. Telo Tulku Rinpoche) (Remastered digital edition)(2022)
- Диалог (2022)
- Последний алхимик (2023)
- Хорошо медитированный клавир (2023)
- Музыка для декабря (версия для фортепиано соло) (EP, 2024)
- Tat Tvam Asi (2024)
- Океан Сансара (2024)
- Бобэоби (2025)

#### Сочинения разных композиторов в исполнении Антона Батагова
- Оливье Мессиан: «Двадцать взглядов на младенца Иисуса» (1990)
- Рельсы (Советский авангард 20-х годов) (1991)
- Бах: Искусство фуги (1993)
- Равель: Сочинения для фортепиано (1994)
- Александр Рабинович: Oeuvres pour piano (1994)
- The New Ravel (Равель: Сочинения для фортепиано) (1996)
- Вчера (Советский поставангард 70-х — 90-х) (1998)
- Владимир Мартынов: Opus posth (1998)
- Сергей Загний: Соната (2000)
- Remix (Бетховен, Шуберт, Бах) (2002)
- Мортон Фелдман: Triadic Memories (2003)
- The Battell (музыка Уильяма Берда и Иоганна Пахельбеля) (2014)
- Alle Menschen Mussen Sterben (музыка Иоганна Пахельбеля) (2015)
- Филип Гласс: Prophecies (музыка из оперы «Эйнштейн на пляже» и фильма «Коянискацци». Транскрипция для фортепиано и исполнение: Антон Батагов) (2016)
- Конкурс имени Чайковского 1986 (Записи выступлений на конкурсе им. Чайковского в 1986 году) (2016)
- BACH (Бах: Партиты № 4 и 6, Jesus bleibet meine Freude) (2017)
- Филип Гласс. Все этюды для фортепиано (2017)
- An Evening Hymn (английская музыка XVI—XVII веков) (2018)
- Big My Secret (piano recital: Рамо, Бах, Моцарт, Булл, Найман) (2018)
- Филип Гласс. The Hours / Distant Figure (2018)
- Солнечная ночь (сольный концерт: Ребиков, Дебюсси, Григ Шопен, Уотерс) (2020)
- Дебюсси. Прелюдии, тетрадь 1 (2020)
- SCHUBERT (Шуберт: Соната B-dur и другие сочинения) (2021)
- Раз два три. Музыка в трехдольных размерах (сольный концерт: Бах, Сати, Чайковский, Скарлатти, Рахманинов, Равель, Бетховен, Бах) (2021)
- Seven Works of Johann Pachelbel (Live in Princeton) (2025)

### Музыка для телеканалов
- НТВ, НТВ-Плюс, ТНТ (1997—2000)
- РТР (1998—2001)
- Культура (2002—2010)
- Домашний (2005—2008)
- СТС (2005—2007)
- Звезда (2007—2009)

### Музыка к фильмам
- «Женская роль» (режиссёр Иван Дыховичный, 1994)
- «Музыка для декабря» (режиссёр Иван Дыховичный, 1995)
- «Незнакомое оружие, или крестоносец-2» (режиссёр Иван Дыховичный, 1998)
- «U» (режиссёр Татьяна Данильянц, 2000)
- «Копейка» (режиссёр Иван Дыховичный, 2002)
- «Время перемен» (режиссёр Олег Хайбуллин, 2003)
- «Фрески сна» (режиссёр Татьяна Данильянц, 2005)
- «Пленники Терпсихоры-2» (режиссёр Ефим Резников, 2006)
- «Вдох / выдох» (режиссёр Иван Дыховичный, 2006)
- «Тень отца» (режиссёр Фархот Абдуллаев, 2007)
- «Собаки» (режиссёр Олеся Буряченко, 2009)
- «Так близко» (режиссёр Олеся Буряченко, 2015)

### Музыка к телепередачам
- «Культпросвет» (1996—1997)
- «Криминал: Чистосердечное признание / Чистосердечное признание» (1997—2003)
- «Перехват» (1997—1998)
- «Сегоднячко» (1997—1998, 1999—2002)
- «Спортивное обозрение „Дистанция“» (1997)
- «Засада» (1997—1998)
- «Старый телевизор» (1997—2001)
- «Кнопка-Плюс» (1997)
- «Про это» (1997—2000)
- «Итоги» (1997—1999)
- «Суд идёт» (1997—2000)
- «Хоккейный клуб» (1997—1998)
- «Сегодня. Прогноз погоды» (1997—1998)
- «На пути к Нагано» (1997—1998)
- «Утро с Героем дня» (1997—1998)
- «Олимпийский час. Наши в Нагано» (1998)
- «Русский век» (1998—2006)
- «Сумерки» / «Кома» / «Кома: это правда» (1998, 2001—2006)
- «Прогноз погоды» (1998—2005)
- «Большие деньги» (1998—2002)
- «Футбольный клуб» (1998―2001)
- «Доброе утро, Россия!» (1998—1999)
- «Голубой огонёк на Шаболовке» (1998 — настоящее время)
- «Слушается дело» (1999—2002)
- Чемпионат мира по хоккею (2000)
- «Сегоднячко за неделю» (2001—2002)
- «Кто там…» (2002—2006)
- «Школа злословия» (2002—2004)
- «Новости культуры» (2002—2010)
- «Погода. Шедевры живописи» (2002—2010)
- Программа передач (2002—2011)
- «Афиша» (2002 — настоящее время)
- «Календарь» (2002—2015)
- «Клуб главных редакторов» (2002—2003)
- «Власть факта» (2002—2004, 2007—2010)
- «Документальная камера» (2003—2023)
- «Сферы с Иннокентием Ивановым» (2003—2010)
- «Разночтения» (2004—2010)
- «Магия кино» (2005—2013)
- «В вашем доме» (2005—2013)
- «В главной роли» (2006—2010)
- «Проекции авангарда» (2006)
- «Эпизоды» (2006—2010)
- «Путеводная звезда с Николаем Табашниковым» (2007—2008)
- «Большое жюри» (2007—2008)
- «Предметный разговор с Иваном Кононовым» (2007—2008)
- «100 мест, которые надо увидеть за свою жизнь» (2008)